# Titularbistum Cures Sabinorum
Cures Sabinorum (ital.: Passo Corese) ist ein Titularbistum der römisch-katholischen Kirche.
Es geht zurück auf einen antiken Bischofssitz in der Stadt Passo Corese, die sich in der italienischen Region Latium befindet.
| Titularbischöfe von Cures Sabinorum |                                               |                                                                              |                    |                   |
| Nr.                                 | Name                                          | Amt                                                                          | von                | bis               |
| 1                                   | Manuel Samaniego Barriga                      | Weihbischof in Saltillo (Mexiko)                                             | 30. April 1969     | 11. Januar 1971   |
| 2                                   | Augusto Beuzeville Ferro                      | Weihbischof in Lima Weihbischof in Piura (Peru)                              | 12. April 1973     | 12. August 2004   |
| 3                                   | Juan de Dios Hernández Ruiz SJ                | Weihbischof in San Cristóbal de la Habana (Kuba)                             | 3. Dezember 2005   | 5. Juni 2019      |
| 4                                   | Enrico Feroci Titularerzbischof pro illa vice | Pfarrer der Pfarrei Santa Maria del Divino Amore in Castel di Leva (Italien) | 30. Oktober 2020   | 28. November 2020 |
| 5                                   | Michele Autuoro                               | Weihbischof in Neapel (Italien)                                              | 27. September 2021 |                   |